# 웰리 (등장인물)
웰리란 우디 우드페커에서 자주 등장하며, 주로 우디 우드페커의 경쟁 상대이자 우디 우드페커에게 툭하면 많이 당하는 주인공이다. 언뜻 보면 사람처럼 생겼으나 사실상 웰리는 바다코끼리에 속한 주인공이다.

## 성격
형태는 바다코끼리에 해당되지만 사람처럼 두 발로 걷고 두 손을 가지고 있다. 웰리의 본 마음은 상대방을 괴롭히지 않은 온순한 주인공이며, 주로 우디 우드페커와 접촉하여 대화하는 일이 많은데, 우디 우드페커에게 자주 억울하게 당하는 일이 많아 결국엔 복수를 해도 끝내 우디 우드페커에게 일방적으로 당할 때가 많다. 가끔 아름다운 음악과 축제 분위기라고 하는 The Sliphorn King of Polaroo에서도 등장하기도 한다.